# Merla (araldica)
Merla è un termine utilizzato in araldica per indicare la femmina del merlo che si raffigura, con le ali serrate, senza becco e senza piedi, come le anatrelle, ma con il collo più corto. Si incontra molto frequentemente anche il termine merlotto, impiegato soprattutto per simboleggiare i nemici vinti in battaglia.

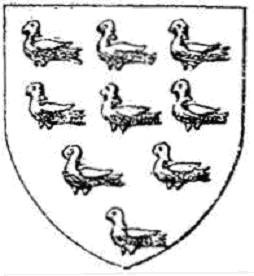
Nove merle
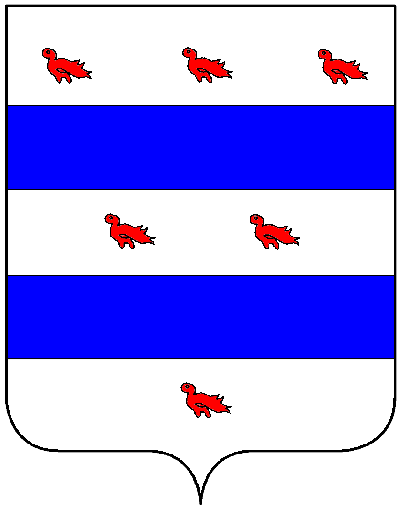
Sei merlotti di rosso (stemma della famiglia Auvers, Francia)
D'argento, a tre merlotti di nero, al capo di Francia (Laon, Francia)
Fasciato d'argento e di verde, a sei merlotti di rosso, 3, 2 e 1 (Vaucresson, Francia)
Merlotti di nero (Morainvilliers, Francia)
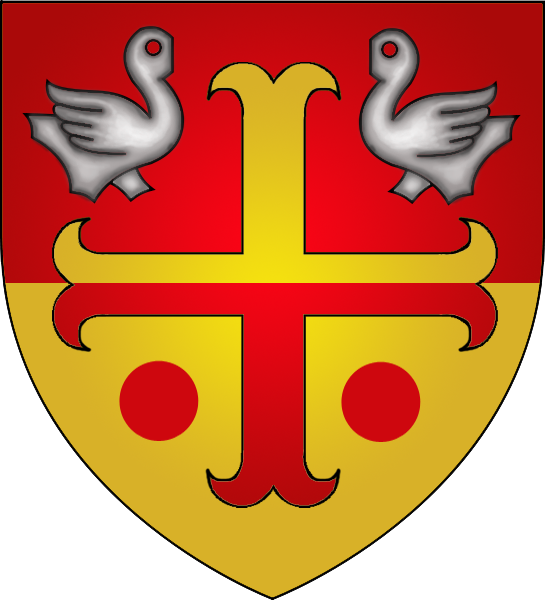
Due merlotti affrontati d'argento (Heinerscheid, Lussemburgo)

## Nel blasone inglese

Martlet

Nell'araldica inglese il merlotto (martlet) viene raffigurato come un uccello stilizzato simile a un balestruccio o un rondone con due o tre ciuffi di piume al posto delle zampe. È simbolo di sforzo costante poiché essendo privo di zampe non si può posare ed è continuamente in volo. È distinto dal merlotto (merlette) o dall'anatrella (canette) dell'araldica francese che è più simile a un'anatra con collo di cigno e priva sia di becco che di zampe.

Stemma attribuito a Edoardo il Confessore
Baronetti di Wortley
Università del Sussex
Stemma di Richard Stanton (XV sec.)